# Michel Duran
Pour les articles homonymes, voir Duran.
Michel Duran est un acteur, auteur, scénariste et dialoguiste français né le 22 avril 1900 à Lyon 6e arr. (Rhône) et mort le 18 février 1994 à Rambouillet (Yvelines).
Il a signé ses premières pièces et scénarios sous le pseudonyme de Michel Mourguet.

## Biographie

### Jeunesse
De son vrai nom Michel Joseph Durand, il est le fils de Michel Jacques Durand et Marie Exbrayat.

### Carrière
Il débute au cinéma au début des années 1920 tournant des films muets avec entre autres Marcel L'Herbier et Louis Delluc, avant d'entrer dans la troupe de l'Atelier créée par Charles Dullin. Il y joue notamment  Chacun sa vérité et Un imbécile de Luigi Pirandello, Je ne vous aime pas de Marcel Achard et Musse ou l'École de l'hypocrisie de Jules Romains. Il la quitte en 1930 pour se tourner vers l'écriture de pièces et de scénarios pour le cinéma.

### Vie privée
Michel Duran a épousé le 14 juin 1940 à Valence Marie-Thérèse Besnard, fille de Louis Besnard et petite-fille du peintre Albert Besnard, union restée sans postérité.

## Théâtre

### En tant que comédien
- 1924 : Chacun sa vérité et Un imbécile de Luigi Pirandello, mise en scène Charles Dullin, théâtre de l'Atelier : Sirelli/Léopoldo Paroni
- 1925 : La Femme silencieuse de Ben Jonson, mise en scène Charles Dullin, théâtre de l'Atelier : Muet, 2e prologue
- 1926 : La Comédie du bonheur de Nicolas Evreïnoff, mise en scène Charles Dullin, théâtre de l'Atelier : l'électricien
- 1926 : Je ne vous aime pas de Marcel Achard, mise en scène Charles Dullin, théâtre de l'Atelier : l'amoureux de Lucie
- 1927 : Le Joueur d’échecs de Henry Dupuy-Mazuel, adaptation de Marcel Achard, mise en scène Charles Dullin, théâtre de l'Atelier : Vassili Petrovitch Semenine
- 1930 : Patchouli d'Armand Salacrou, mise en scène Charles Dullin, théâtre de l'Atelier
- 1930 : Musse ou l'École de l'hypocrisie de Jules Romains, mise en scène Charles Dullin, théâtre de l'Atelier : Arthur Flahertow
- 1934 : Liberté provisoire de Michel Duran, mise en scène Jacques Baumer, théâtre Saint-Georges
- 1951 : Nous ne sommes pas mariés de Michel Duran, théâtre des Célestins : le frère de Fernand
- 1954 : La Roulotte de Michel Duran, mise en scène Alfred Pasquali, théâtre Michel
- 1955 : L'Amour fou ou la Première Surprise d'André Roussin, mise en scène de l'auteur, théâtre de la Madeleine : André Berger
- 1958 : Mon cœur balance de Michel Duran, théâtre des Célestins : M. Molinier

### En tant qu'auteur
Sous le pseudonyme de Michel Mourguet
- 1931 : Amitié, mise en scène Raymond Rouleau, théâtre du Marais Bruxelles (1er avril)
- 1932 : Amitié, mise en scène Raymond Rouleau, théâtre des Nouveautés (21 janvier) ; reprise au théâtre Saint-Georges

sous le pseudonyme de Michel Duran
- 1934 : Liberté provisoire, mise en scène Jacques Baumer, théâtre Saint-Georges (20 avril)
- 1936 : Trois six neuf, mise en scène Jean Wall, théâtre Michel (3 février)
- 1938 : Barbara, théâtre Saint-Georges (7 février)
- 1939 : Nous ne sommes pas mariés, théâtre des Bouffes-Parisiens (6 décembre)
- 1940 : Nous ne sommes pas mariés, théâtre Saint-Georges puis théâtre de Paris
- 1941 : Boléro, mise en scène Alfred Pasquali, théâtre des Bouffes-Parisiens  (13 mai)
- 1942 : Trois six neuf, mise en scène Roland Armontel, théâtre de Paris (21 novembre)
- 1946 : Bonne chance, Denis, mise en scène Raymond Rouleau, théâtre de l'Œuvre
- 1947 : Liberté provisoire, théâtre Sarah-Bernhardt
- 1947 : Boléro, théâtre Édouard-VII
- 1948 : Premier Rendez-vous opérette écrite avec Henri Decoin, musique René Sylviano, créée à Nancy le 22 décembre 1948 ; reprise à la Gaîté-Lyrique
- 1948 : Le Bon Dieu sans confession, mise en scène Jacques Baumer, théâtre des Célestins
- 1949 : Sincèrement, mise en scène Alice Cocéa, théâtre des Capucines (26 septembre)
- 1950 : La mariée est trop belle, théâtre Saint-Georges (29 avril)
- 1952 : Sincèrement, mise en scène Alice Cocéa, théâtre de l’Ambigu (23 janvier)
- 1953 : Faites-moi confiance, mise en scène Jean Meyer, théâtre du Gymnase (28 novembre)
- 1954 : La Roulotte, mise en scène Alfred Pasquali, théâtre Michel (15 octobre)
- 1955 : José, mise en scène Christian-Gérard, théâtre des Nouveautés (17 décembre)
- 1957 : Mon cœur balance, mise en scène Alice Cocéa, Casino municipal de Nice puis théâtre des Arts
- 1959 : Liberté provisoire, mise en scène Jean Wall, théâtre des Célestins

## Filmographie

### Cinéma

#### En tant qu'acteur
- 1921 : El Dorado de Marcel L'Herbier
- 1922 : La Femme de nulle part de Louis Delluc : l'amant d'autrefois
- 1922 : Don Juan et Faust de Marcel L'Herbier : Deo-Gracias
- 1923 : Le Chemin de l'abîme d'Adrien Caillard : Benoît
- 1924 : La Galerie des monstres de Jaque-Catelain
- 1928 : Yvette d'Alberto Cavalcanti : un domestique
- 1930 : Autour de votre main, Madame, court métrage de Max de Vaucorbeil : le téléphoniste
- 1931 : Amours viennoises de Jean Choux et Robert Land : Pierre
- 1931 : Mam'zelle Nitouche de Marc Allégret : un officier
- 1931 : On opère sans douleur de Jean Tarride
- 1932 : Aux urnes, citoyens ! de Jean Hémard
- 1932 : La Nuit du carrefour de Jean Renoir : Jojo
- 1933 : Moi et l'impératrice de Friedrich Hollaender et Paul Martin
- 1934 : Mauvaise Graine de Billy Wilder et Alexander Esway : le chef
- 1934 : Le Chemin du bonheur de Jean Mamy
- 1938 : Alexis gentleman chauffeur de Max de Vaucorbeil : Dornach
- 1942 : La Fausse Maîtresse d'André Cayatte : Mazios

#### En tant que scénariste
sous le pseudonyme de Michel Mourguet
- 1933 : Paris-Soleil de Jean Hémard (scénario et dialogues)

sous le pseudonyme de Michel Duran
- 1934 : Le Chemin du bonheur de Jean Mamy (scénario et dialogues)
- 1937 : Trois, six, neuf de Raymond Rouleau (scénario et dialogues)
- 1938 : Belle étoile de Jacques de Baroncelli (scénario et dialogues)
- 1938 : S.O.S. Sahara de Jacques de Baroncelli (adaptation et dialogues)
- 1939 : Fric-Frac de Claude Autant-Lara et Maurice Lehmann (adaptation et dialogues)
- 1939 : Le Grand Élan de Christian-Jaque (dialogues)
- 1940 : Battement de cœur de Henri Decoin (dialogues)
- 1941 : Péchés de jeunesse de Maurice Tourneur (scénario)
- 1941 : Premier Rendez-vous de Henri Decoin (scénario)
- 1942 : Le Prince charmant de Jean Boyer (scénario)
- 1942 : La Fausse Maîtresse d'André Cayatte (dialogues)
- 1944 : Cécile est morte de Maurice Tourneur (dialogues)
- 1945 : Fausse Alerte de Jacques de Baroncelli (scénario)
- 1945 : Dernier Métro de Maurice de Canonge (dialogues)
- 1946 : Le Couple idéal de Bernard Roland et Raymond Rouleau (dialogues)
- 1946 : Nous ne sommes pas mariés de Bernard Roland (scénario)
- 1946 : Madame et son flirt de Jean de Marguenat (dialogues)
- 1947 : En êtes-vous bien sûr ? de Jacques Houssin (dialogues)
- 1947 : Les Aventures des Pieds-Nickelés de Marcel Aboulker (scénario)
- 1952 : Allô... je t'aime d'André Berthomieu (dialogues)
- 1953 : Plume au vent de Louis Cuny (dialogues)
- 1959 : Mon pote le gitan de François Gir (dialogues)
- 1964 : La Chasse à l'homme d'Édouard Molinaro (scénario)

### Télévision
- 1964 : Pierrots des Alouettes, comédie musicale télévisée d'Henri Spade (scénario)
- Au théâtre ce soir :
  - 1967 : José de Michel Duran, mise en scène Christian-Gérard, réalisation Pierre Sabbagh, théâtre Marigny
  - 1968 : Liberté provisoire de Michel Duran, mise en scène Robert Manuel, réalisation Pierre Sabbagh, théâtre Marigny
  - 1968 : Boléro de Michel Duran, mise en scène Alfred Pasquali, réalisation Pierre Sabbagh, théâtre Marigny
  - 1969 : La mariée est trop belle de Michel Duran, mise en scène Jacques Mauclair, réalisation Pierre Sabbagh, théâtre Marigny : Battandier
  - 1970 : La Roulotte de Michel Duran, mise en scène Alfred Pasquali, réalisation Pierre Sabbagh, théâtre Marigny
  - 1972 :  Faites-moi confiance  de Michel Duran, mise en scène Alfred Pasquali, réalisation Pierre Sabbagh, théâtre Marigny
  - 1974 : Sincèrement de Michel Duran, mise en scène Christian Alers, réalisation Georges Folgoas, théâtre Marigny
  - 1975 : Mon cœur balance de Michel Duran, mise en scène Claude Nicot, réalisation Pierre Sabbagh, théâtre Édouard-VII
  - 1977 : Bonne chance, Denis  de Michel Duran, mise en scène Claude Nicot, réalisation Pierre Sabbagh, théâtre Marigny

## Divers
- Sa pièce Ode à la liberté (1934) a été adaptée au cinéma en 1940 aux États-Unis sous le titre Et l'amour vint... (He Stayed for Breakfast).